# Crotalaria cyanea
Crotalaria cyanea är en ärtväxtart som beskrevs av John Gilbert Baker. Crotalaria cyanea ingår i släktet sunnhampor, och familjen ärtväxter. Inga underarter finns listade i Catalogue of Life.